# El Campamento, Veracruz
El Campamento är en ort i Mexiko.   Den ligger i kommunen Atzalan och delstaten Veracruz, i den sydöstra delen av landet, 210 km öster om huvudstaden Mexico City. El Campamento ligger 404 meter över havet och antalet invånare är 940.
Terrängen runt El Campamento är kuperad. Runt El Campamento är det ganska tätbefolkat, med 100 invånare per kvadratkilometer. Närmaste större samhälle är Tlapacoyan, 4,7 km väster om El Campamento. I omgivningarna runt El Campamento växer huvudsakligen savannskog.